# Municipio de Rugh
El municipio de Rugh (en inglés: Rugh Township) es un municipio ubicado en el condado de Nelson en el estado estadounidense de Dakota del Norte. En el año 2010 tenía una población de 26 habitantes y una densidad poblacional de 0,28 personas por km².

## Geografía
El municipio de Rugh se encuentra ubicado en las coordenadas 47°48′26″N 97°56′46″O / 47.80722, -97.94611. Según la Oficina del Censo de los Estados Unidos, el municipio tiene una superficie total de 92.97 km², de la cual 92,7 km² corresponden a tierra firme y (0,29 %) 0,27 km² es agua.

## Demografía
Según el censo de 2010, había 26 personas residiendo en el municipio de Rugh. La densidad de población era de 0,28 hab./km². De los 26 habitantes, el municipio de Rugh estaba compuesto por el 100 % blancos. Del total de la población el 0 % eran hispanos o latinos de cualquier raza.